# Padovo pri Fari
Padovo pri Fari je naselje v Občini Kostel.